# A múlt, ahogyan parancsolja

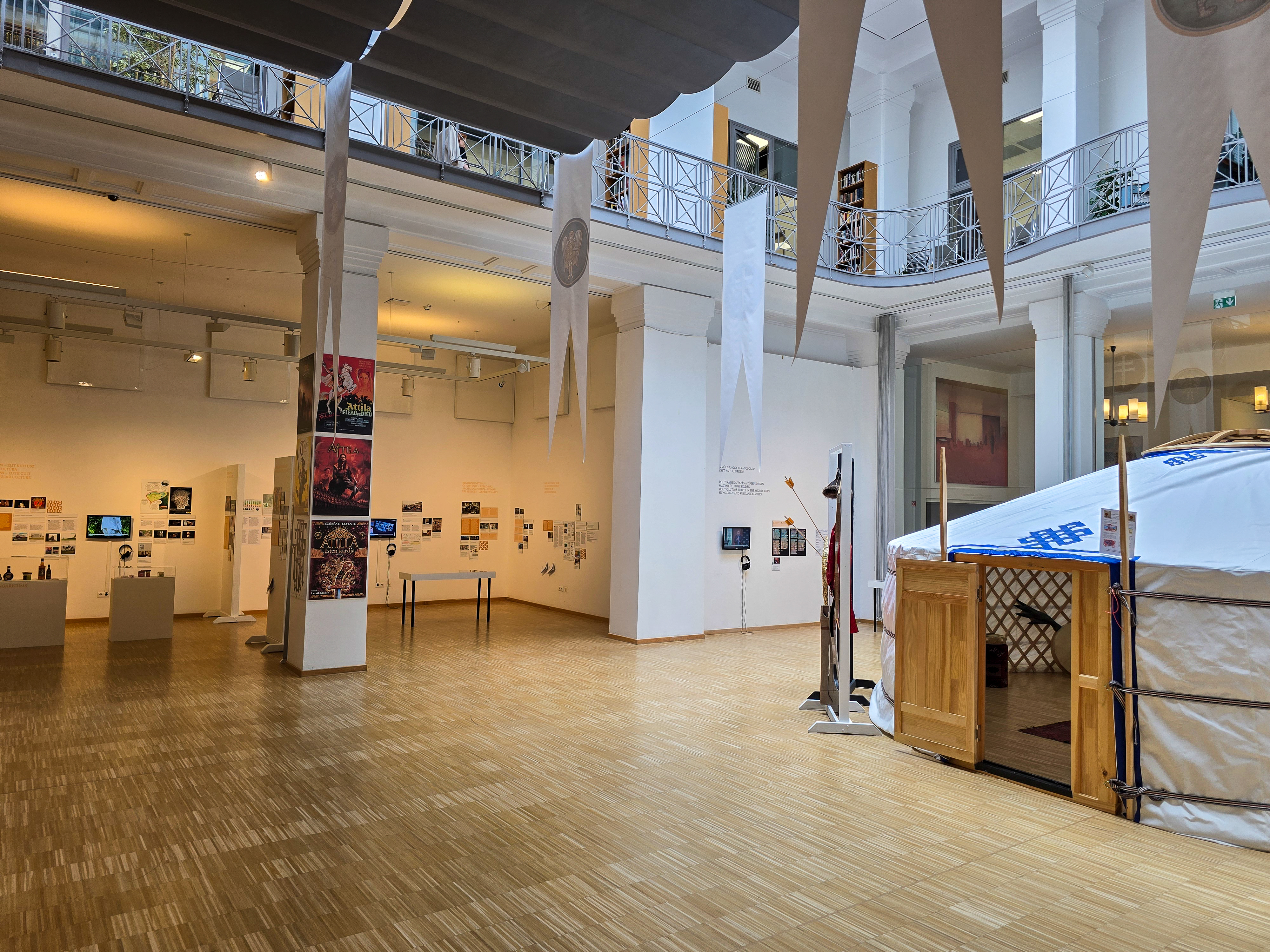

A múlt, ahogyan parancsolja? című, Politikai időutazás a középkorban: Magyar és orosz példák alcímű kiállítást 2025. április 16. – május 25. között rendezték meg a CEU budapesti, Arany János utcai Centrális Galéria nevű kiállítótermében. A kiállítás kurátorai (rendezői) Klaniczay Gábor és Tóth G. Péter voltak. A tájékoztató szövegeket Olga Kalashnikova, Kanyó Ferenc, Klaniczay Gábor, Rév István, Tóth G. Péter írta.

## Témája
A kiállítás azt mutatja be, hogyan használta az elmúlt évtizedek emlékezetpolitikája a középkor történetét Magyarországon és Oroszországban, a politika miként telepszik rá a társadalom természetes történelmi tudatára, miképpen igyekszik befolyásolni azt a saját napi politikai érdekeinek megfelelően.
Célja megjeleníteni, ahogy a hivatalos jobboldali-nacionalista politikai akarat felhasználja, kihasználja, átalakítja a társadalomban élő történeti mítoszokat. A kommunizmus idején a felszín alatt tenyésző ábrándképeket a nacionalista kormányzat – amennyiben megfelelt aktuális politikai céljainak – beépítette a „hivatalos” nemzeti múltba.
A történelmet, a történelmi emlékműveket, a történelmi kultuszokat a vezetők, politikusok mindig kihasználták konkrét politikai törekvések igazolására. Minden kor a saját nézőpontjából írja újra a történelmet. A modern autokratikus államok képviselői különösen aktívak ezen a területen. A kiállítás egyfajta kritikus áttekintést kínál a középkor e részrehajló politikai felhasználásáról a „történelmi revizionizmussal” foglalkozó tudományos kutatóprogramra támaszkodva. Már Eric Hobsbawm kiemelte, hogy a történészek szolgáltatják a politikusok számára a „nyersanyagot” emlékezetpolitikai kampányaik számára. A tekintélyuralmi rendszerek azonban nem csak létrehozzák saját narratívájukat a történelemről, hanem ezzel párhuzamosan igyekeznek lejáratni, háttérbe szorítani a történész szakma képviselőit.

### Az orosz emlékezetpolitikáról
A kiállítás bemutatja az orosz emlékezetpolitika elmúlt néhány évtizedének új jelenségeit, különösen az eurázsianizmus gondolatának előretörését, valamint Putyin – pályafutása fényében meglepőnek tekinthető – aktivitását az egyházi kultuszok ápolásában, mint például látogatása Kirill moszkvai pátriárka oldalán az Athosz-hegyi Szent Pantaleon kolostorban.
Tárgyalj a kiállítás a Kijevi Rusz eredetéről, I. Rurik novgorodi fejedelem származásáról szóló normannista–antinormannista vitát, Szent Vlagyimir vitatott kultuszát is. 
A kiállítás egy szakasza Alekszandr Nyevszkij alakjának évszázadokon átívelő politikai felhasználását mutatja be. Ő legyőzte a svédeket illetve a Német Lovagrendet egy-egy történelmi jelentőségűnek tekintett csatában, de a mongolokkal, a túlerőt felismerve, kiegyezett. 1547-es szentté avatása óta a nemzetvédelem, a vallás és az erős vezetés megtestesítőjeként tisztelik. A 2000-es években újra előtérbe hozták személyét: 2008-ban egy televíziós versenyen az orosz történelem legnagyobb személyiségének választották, majd visszaállították az ország legnagyobb katonai kitüntetéseként a 18. században alapított Alekszandr Nyevszkij-rendet.
Bemutatja a kiállítás az évente megrendezésre kerülő oroszországi Ruszborg fesztivált, ami (több más hasonló orosz, középkori tematikájú rendezvény mellett) a magyar Nagy-Kurultájhoz hasonlóan a nacionalizmus és a neopaganizmus találkozási pontjaként is működnek. Gyakran látnak vendégül nacionalista szónokokat, az állami média által támogatott propagandistákat, beágyazva az amatőr hagyományőrzést az állami ideológiába.
Szerepel a kiállításon az Orosz Fegyveres Erők főtemploma, amit 2020-ban szenteltek fel Moszkvában az ortodox kereszténység és az orosz állami politikai ideológia összefonódásának jegyében.

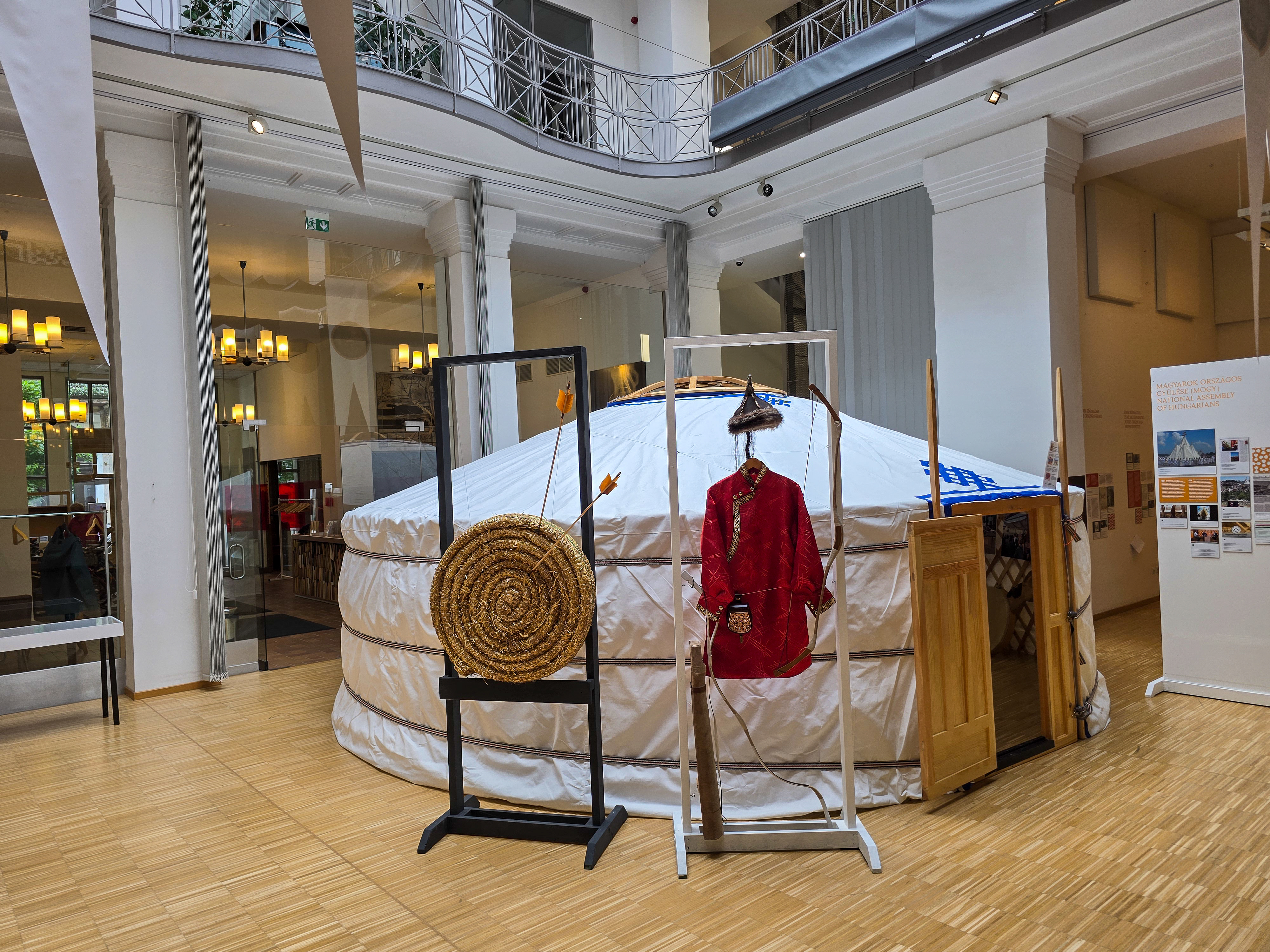
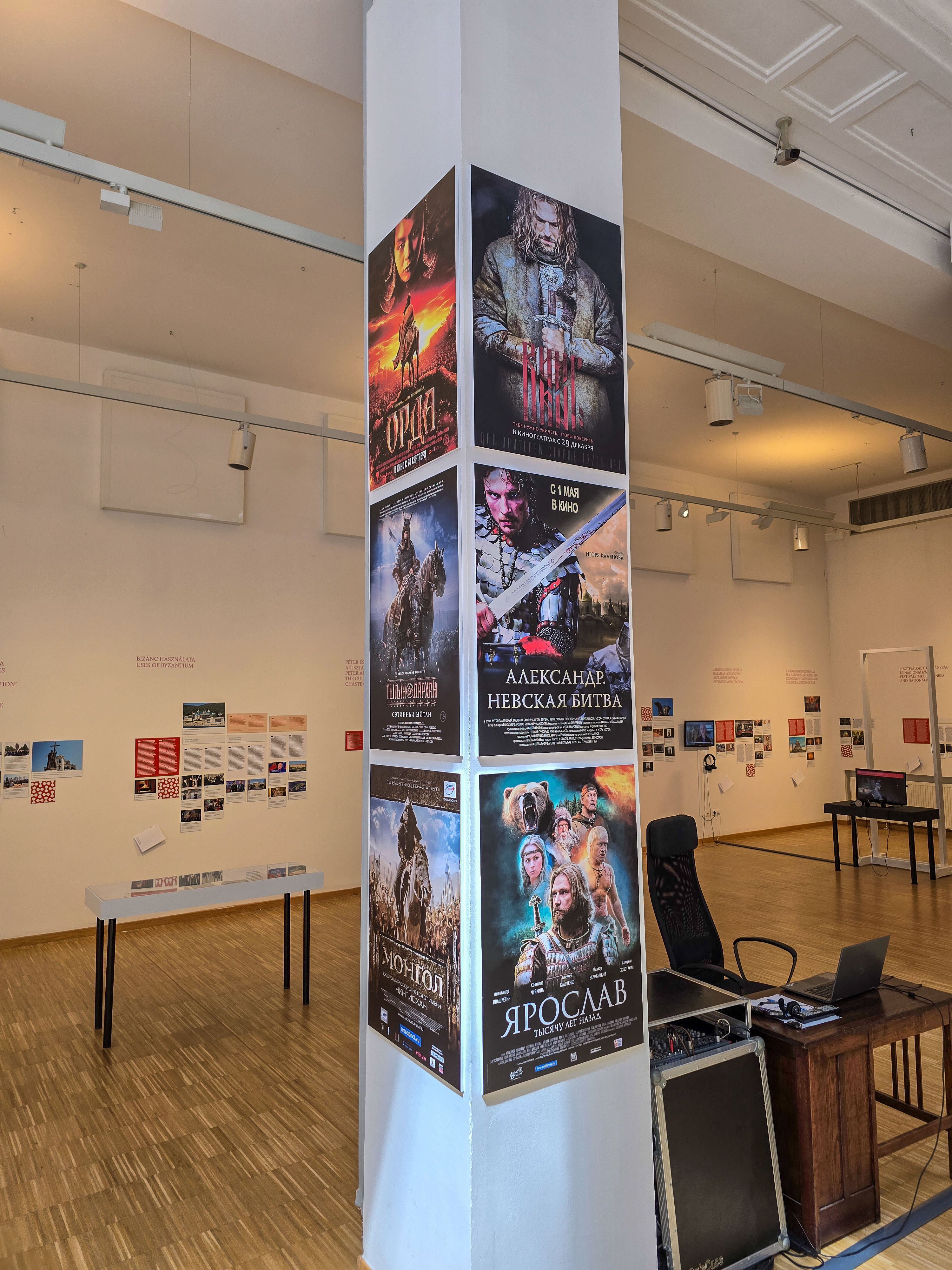
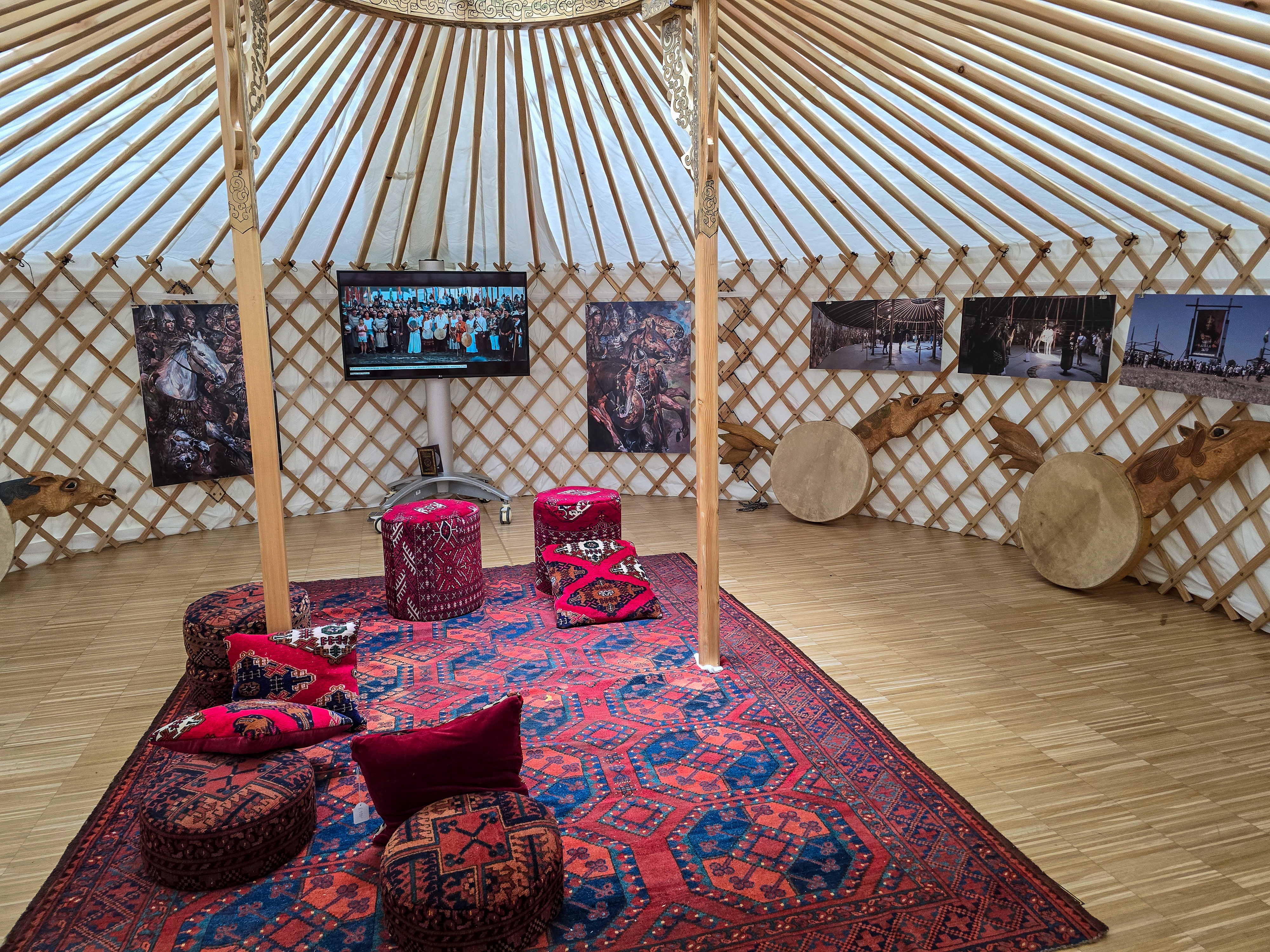
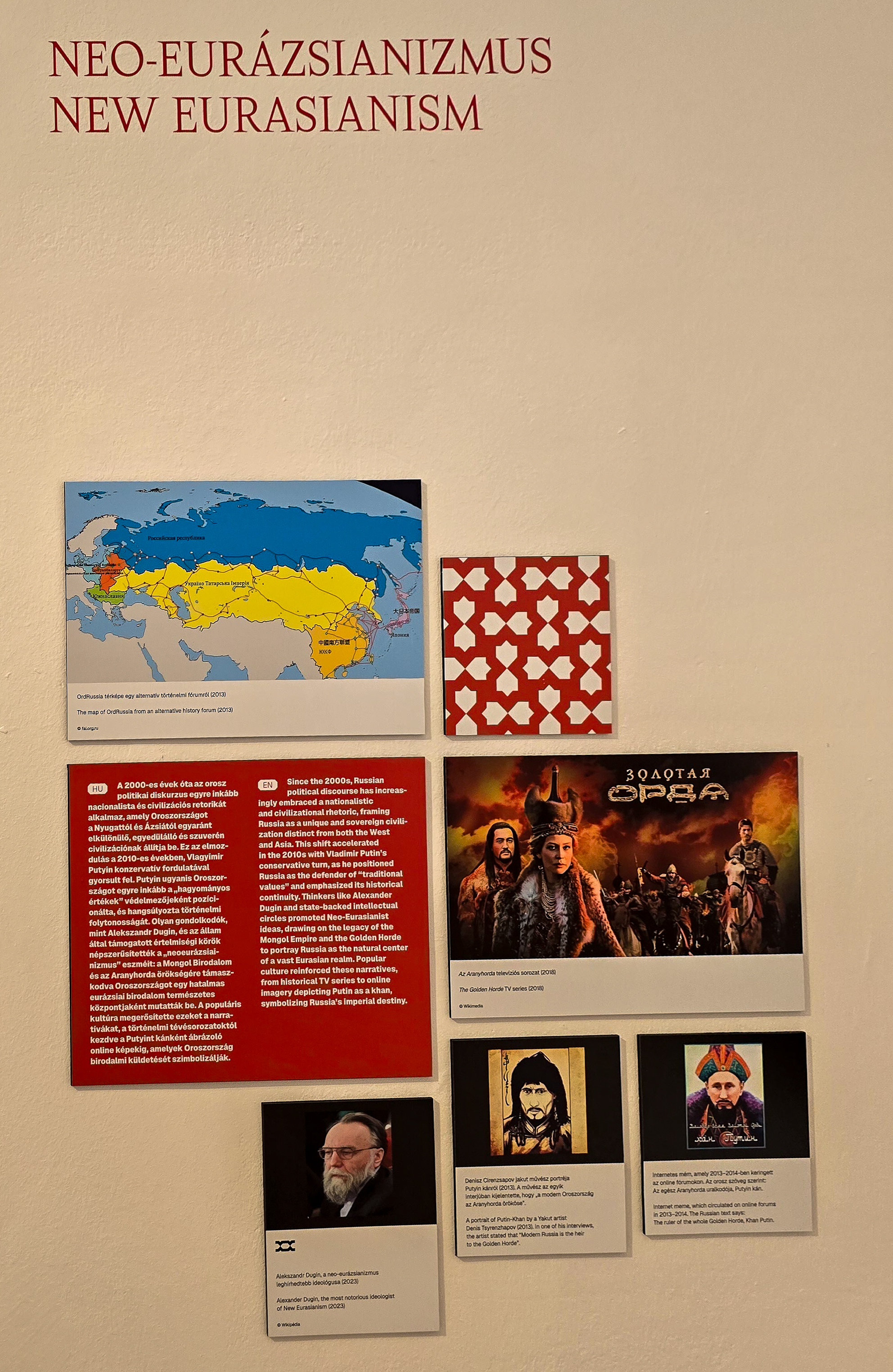
Az új eurázsianizmus tablója

### A magyar emlékezetpolitikáról
A magyar szekció a rendszerváltástól tekinti át az elit kultusz és a népi kultúra viszonyait, a régi mítoszok feléledését és azok felhasználását politikai célokra, a Nyugat-ellenesség és a keleti nyitás ideológiai alátámasztására. Megjelenítik a Magyarságkutató Intézet munkásságát, megemlítve, hogy a politikai szándékok itt megbicsaklottak, mert a Kásler Miklós által feladatba szabott leszámolást a finnugor eredetvitával végül nem sikerült megvalósítani, mint ahogy nem csak a történész szakma, hanem a szélesebb közvélemény számára sem volt megnyerő a pozsonyi csata megfilmesítése vagy Rákay Philip Aranybullája.
A kiállítás foglalkozik az archeogenetika legújabb magyar vonatkozású eredményeivel, valamint azzal, hogy ezek mire alkalmasak (az etnogenezis kutatása) és mire nem azok (egyedi családfák pontosítása).